# Induced Fit

Induced Fit am Beispiel der Hexokinase

Die Induced-Fit-Theorie („induzierte Passform“) erklärt die Ausbildung eines Protein-Liganden-Komplexes (z. B. eines Enzym-Substrat-Komplexes bei enzymkatalysierten Reaktionen).
Sie wurde von Daniel E. Koshland 1958 postuliert
und ist eine Erweiterung des Schlüssel-Schloss-Prinzips: Protein (z. B. ein Enzym) und ein Ligand (oder Substrat) werden nicht mehr als statisch angesehen. Beide treten bei Annäherung in Wechselwirkung und ändern so ihre Konformationen entsprechend, wodurch sich erst der Protein-Ligand-Komplex bilden kann.
Diese induzierte Anpassung gilt jedoch nicht für alle Ligand-Rezeptor-Komplexe. Der Konformationsänderung beider Partner sind oft natürliche Grenzen gesetzt und so geht sie oft zu Lasten der Spezifität und Affinität.